# Ndebele (Südafrika)

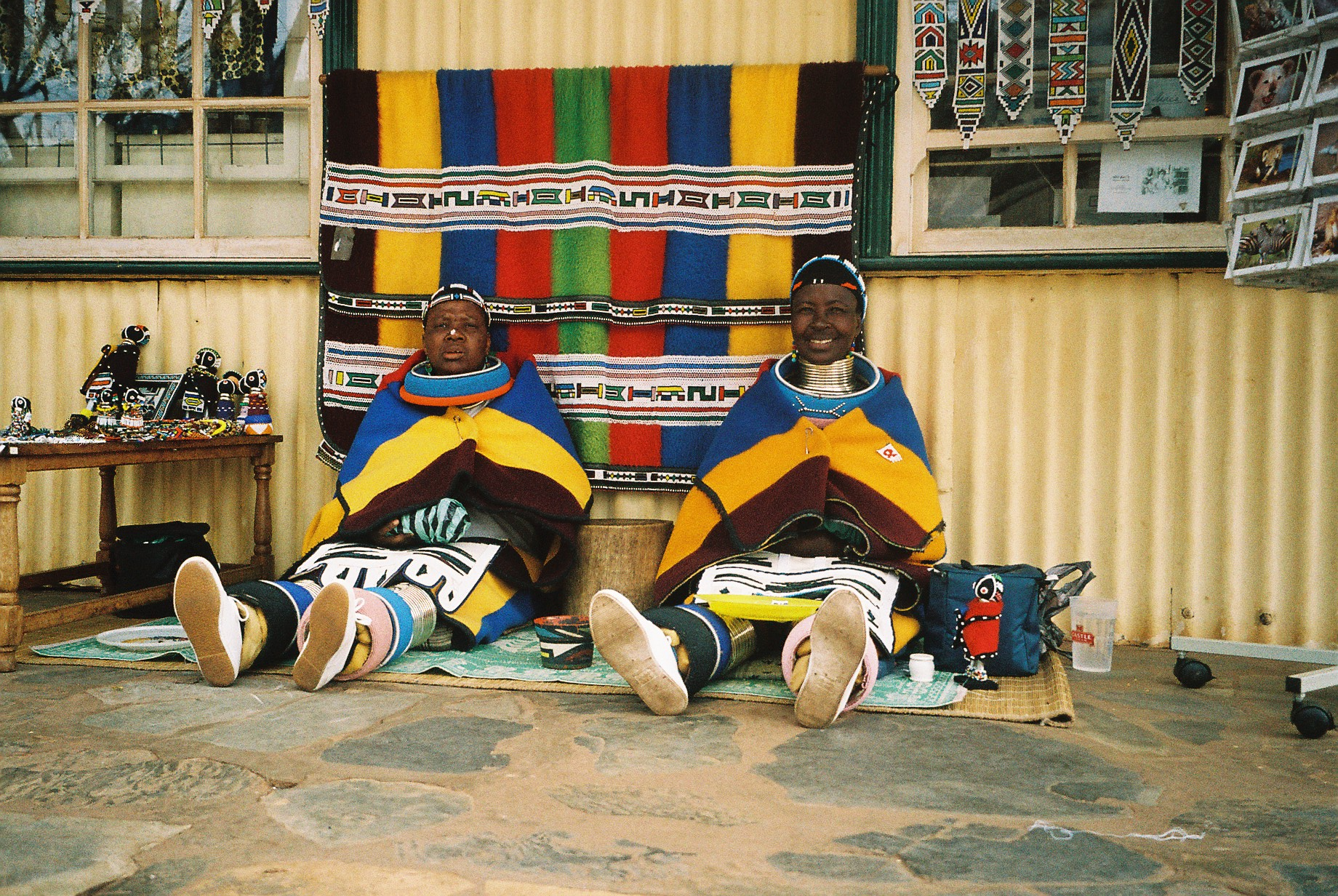
Angehörige der Ndebele

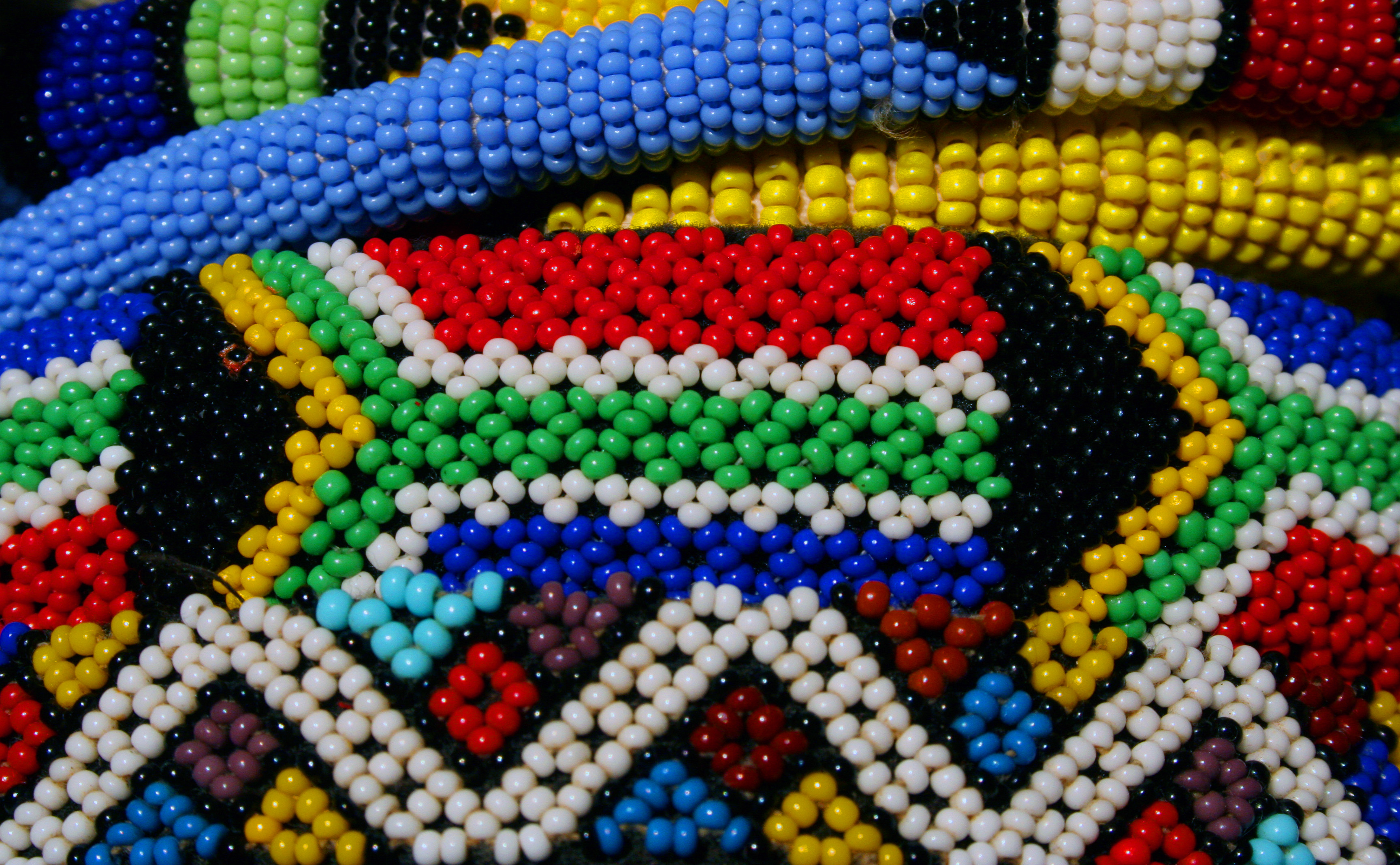
Ndebele-Schmuck

Die Ndebele (Eigenbezeichnung amaNdebele; gelegentlich auch Süd-Ndebele) sind eine im nördlichen Südafrika lebende Ethnie. Eine Ethnie in Simbabwe nennt sich ebenfalls Ndebele. 

## Beschreibung und Geschichte
Die rund 1,1 Millionen Ndebele gehören zu den Nguni, einer Gruppe der Bantu, ebenso wie die Zulu, Xhosa, Swasi und andere. Sie leben zum großen Teil in der heutigen südafrikanischen Provinz Mpumalanga, in die sie vermutlich zwischen dem 15. und 16. Jahrhundert aus dem Natal-Gebiet einwanderten, sowie in den Provinzen Gauteng und Limpopo. Die Ndebele in Limpopo bilden eine eigene Untergruppe, die stark von den dortigen Sotho beeinflusst ist.
Das erste namentlich bekannte Oberhaupt der Ndebele war Mafana, der um 1500 lebte. Im 19. Jahrhundert ließen sich Buren im Zuge des Großen Trecks im Siedlungsgebiet der Ndebele nieder und versuchten, sie zu verdrängen. Ein Großteil der Ndebele flohen daraufhin in die Höhlen von Konomtjharhelo. Die Buren versuchten zunächst, die Höhlen zu sprengen. Als dies misslang, belagerten sie die Höhlen neun Monate lang und hungerten die Geflohenen aus, bis von den 15.000 in den Höhlen Eingeschlossenen nur noch 8.000 am Leben waren. Die noch Arbeitsfähigen wurden zur Arbeit auf den Burenfarmen verpflichtet. 
1981 bis 1994 waren die meisten südafrikanischen Ndebele dem Homeland KwaNdebele zugeordnet. Da dort nur wenige Arbeitsplätze bestanden, mussten viele von ihnen täglich weite Strecken zur Arbeit nach Pretoria oder in benachbarte Städte fahren.

## Sitten und Gebräuche

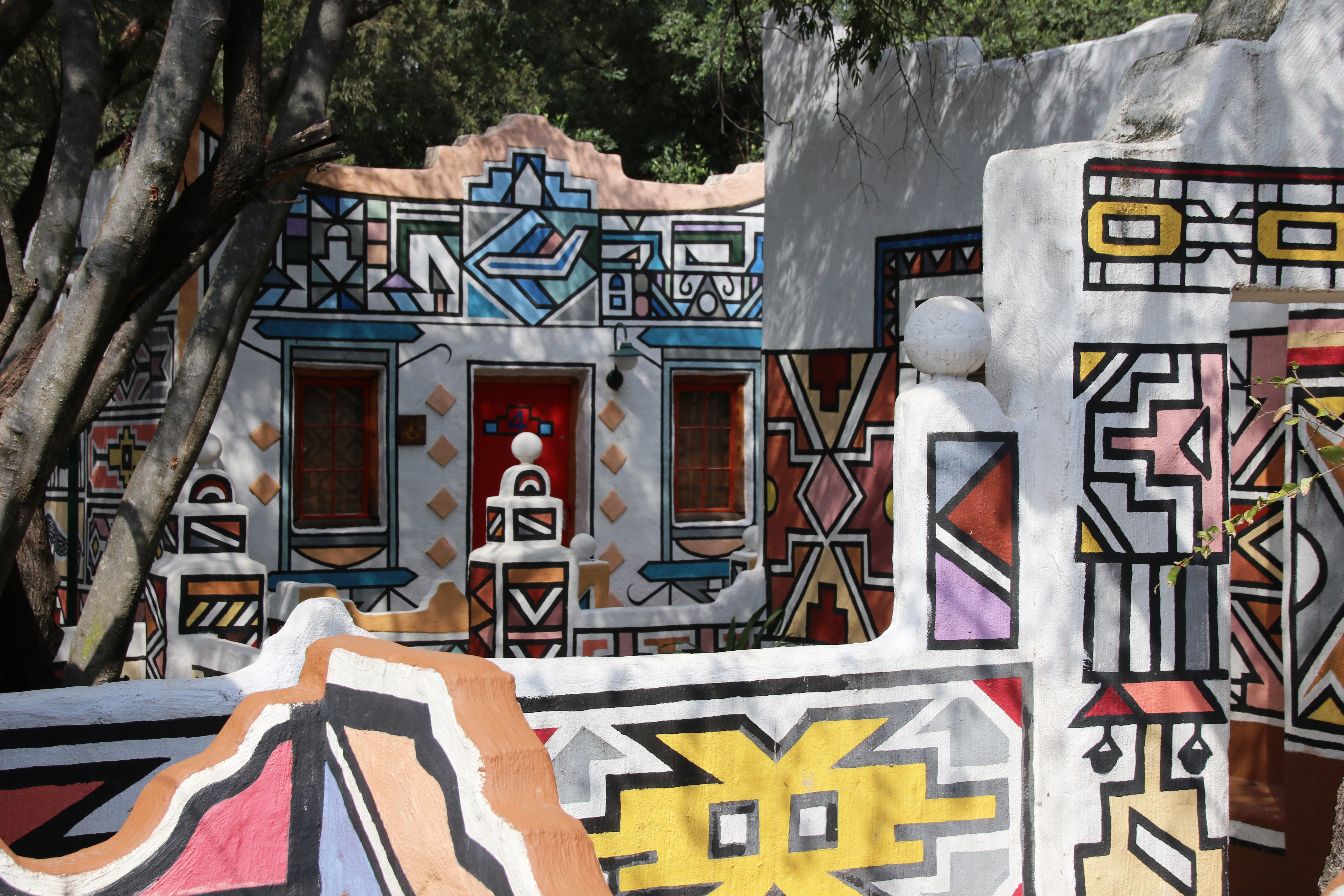
Traditionelle Ndebele-Architektur im Lesedi Cultural Village in Gauteng, Südafrika

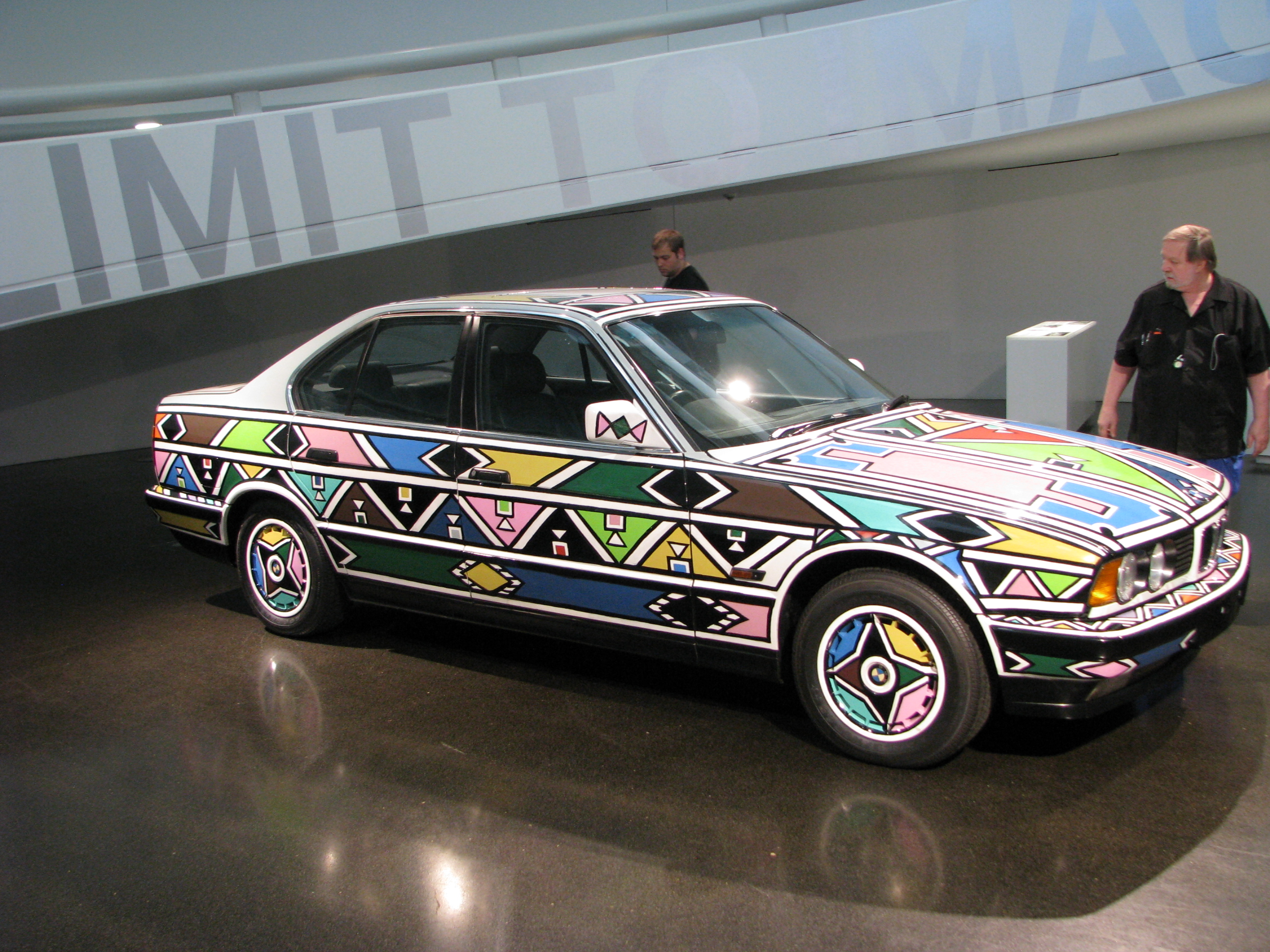
Mahlangus BMW Art Car

Durch die Abhängigkeit von den Buren ging bei vielen Ndebele die kulturelle Identität verloren. Nur bei den weiter südlich beheimateten Gruppen wurden die traditionellen Zeremonien und die Freude an den Farben weiter gepflegt. Die farbenprächtige Gestaltung der Häuser und der Kleidung ist ein Merkmal dieser Volksgruppe. Esther Mahlangu, renommierte Künstlerin in Südafrika, gestaltete 1991 das erste African Art Car, einen BMW 525i, im Ndebele-Stil.
Traditionell ist am Schmuck und der Kleidung der Familienstand der Frauen zu erkennen: Verheiratete Frauen tragen um den Hals sowie um Arme und Beine schwere Messing- oder Kupferringe (iindzila), während sich die jungen Mädchen mit perlenbesetzten Wülsten schmücken. Der schwere Metallschmuck um Hals und Gliedmaßen wird in der Regel auf Lebenszeit getragen. Die Halsringe sind einzelne Ringe, die von der Bedeutung her Eheringen gleichzusetzen sind. Die Frauen bekommen sie zur Hochzeit angelegt. Sie sind ein Statussymbol und ein Zeichen dafür, dass sie verheiratet sind. Je wohlhabender der Mann, desto mehr Ringe bekommt die Frau. Die Ndebele pflegen auch ihre eigene Musiktradition, einen choralen Gesang, der von Beinrasseln (amahlwayi) und Schlaghölzern (izikeyi) begleitet wird. Vielfach wird die Initiation durchgeführt, bei Jungen als ukuwela und bei Mädchen als iqhude bezeichnet. Viele Ndebele leben jedoch nicht mehr traditionell. Sie sind zum großen Teil Christen, pflegen aber auch den Ahnenkult und glauben an Magie.
Die Sprache der Ndebele (Süd-Ndebele, isiNdebele oder Nrebele) wird meist den Nguni-Sprachen zugeordnet. Sie enthält Klicklaute. In ihrer Siedlungsweise unterscheiden sich die südafrikanischen Ndebele von den simbabwischen Ndebele. Sie leben vorzugsweise in Rundhütten, während die simbabwischen Ndebele eckige Häuser bevorzugen. Häufig kommen patriarchalische Strukturen vor, etwa polygame Ehen, bei denen jeder Frau ein eigenes Haus zusteht.
In der Nähe von Middelburg wird im Museumsdorf Botshabelo die Kultur der Ndebele gepflegt und der Öffentlichkeit nahegebracht.